# Bernhard Degener

Bürgermeister Bernhard Degener

Bernhard Degener (* 16. November 1829 in Arnsberg; † 5. Juni 1903 in Bocholt) war 36 Jahre lang Bürgermeister der Stadt Bocholt.
Degener trat früh in den kommunalen Verwaltungsdienst und war zunächst Stadtsekretär in Lüdenscheid. Im Jahr 1859 bewarb er sich mit 29 Jahren als Bocholter Bürgermeister und wurde gewählt. Dieses Amt hatte er 36 Jahre lang bis 1896 inne.
In der Zeit als Bürgermeister veränderte sich die Stadt Bocholt unter den Bedingungen der industriellen Revolution. Die städtische Bevölkerung verdreifachte sich in Degeners Amtszeit auf über 17.000 Einwohner.
Sieben Jahre nach seinem Ausscheiden aus dem Amt ist er in Bocholt am 5. Juni 1903 verstorben. In Bocholt ist die Degenerstraße nach ihm benannt.